# Xian (militante)
Xiao Xian, mieux connue simplement sous le nom de Xian (chinois : 闲 ; pinyin : Xián), est une militante chinoise connue pour avoir fondé Tongyu une organisation lesbienne, basée à Pékin. Par ailleurs, Xian est active dans la communauté LGBT chinoise et dans la communauté LGBT internationale. 

## Biographie

### Débuts du militantisme
Xian a d'abord commencé à rechercher des informations et des ressources sur la communauté LGBT pendant ses études, mais a été limitée par le manque d'informations et de littérature LGBT disponibles dans les bibliothèques universitaires en Chine. Après l'introduction d'Internet dans les universités chinoises à la fin des années 1990, elle a pu rechercher des groupes de discussion lesbiens grâce à des fonctions de recherche rudimentaires telles que Gopher. Elle a utilisé ces groupes en ligne pour contacter les expatriés chinois LGBT à l'étranger et pour organiser des rencontres physiques avec des groupes de personnes LGBT en Chine. 
Xian est devenue une organisatrice active de la communauté lesbienne, bisexuelle et transgenre en Chine à la fin des années 90 jusqu'au XXIe siècle, s'organisant avec d'autres membres de la communauté LGBT par le biais de bars et de sites Web,. En 1996, elle a créé Purple Phoenix, une ONG en ligne qui a fourni des nouvelles et du matériel d'information à la communauté lesbienne chinoise par courrier électronique et communication sur le site Web. Elle a également fondé Saturday Salon, un rassemblement hebdomadaire de lesbiennes à Pékin. 
Grâce à son travail avec la communauté LGBT, Xian sensibilise aux pressions familiales et sociales qui rendent la vie difficile aux lesbiennes en Chine, telles que la pression du mariage et la difficulté de devenir totalement indépendante des membres homophobes de la famille. Elle a parlé des différences entre le mouvement LGBT en Occident et celui de la Chine, en particulier la sous-représentation des droits des lesbiennes et la reconnaissance par le mouvement des femmes à Pékin. 
Tout au long de sa carrière, Xian plaide pour une approche pragmatique des droits et de la reconnaissance des LGBT en Chine qui met l'accent sur la nécessité de faire passer la survie avant la reconnaissance immédiate du gouvernement et l'attention des médias. Dans une interview accordée à China Newsweek en 2006, elle déclare qu'elle pensait que les croyances féministes trop idéalistes et extrêmes avaient nui aux causes lesbiennes en Chine, car les droits comme le mariage homosexuel étaient encore trop extrêmes pour la société chinoise traditionnelle. Xian a aidé à organiser et à soutenir le salon Lala (chinois simplifié 拉拉, pinyin lālā, mot d'argot pour lesbienne) de Pékin, qui propose des activités communautaires à la communauté lesbienne de Pékin. 
Xian a étudié aux États-Unis et a obtenu une maîtrise. Aux États-Unis, elle s'est impliquée dans la communauté lesbienne locale et s'est portée volontaire pour le Beijing Aizhixing Institute of Health Education (BAIHE). Pendant ce temps, Xian a été initiée au concept des ONG et a commencé à monter des plans pour créer un groupe et un réseau de défense des lesbiennes à Pékin, où elle sentait qu'il y avait une communauté lesbienne assez importante. 

### Création de l'association Tongyu
En 2004, Xian fonde Tongyu (chinois simplifié : 同语 ; pinyin : tōngyǔ), une organisation de défense des lesbiennes, après son retour à Pékin des États-Unis. Le nom « Tongyu » se traduit par « Langue commune » en français. 
Dans le cadre de Tongyu, elle invite des militants LGBT de Taïwan et de Hong Kong à Pékin pour partager leurs idées et leur expérience avec des militants en Chine continentale. Tongyu gère une hotline lesbienne, assiste à des conférences académiques et à des événements étudiants, distribue des brochures et du matériel éducatif. En plus de plaider pour des questions telles que le mariage homosexuel et les droits des LGBT, Tongyu soutient les « salons », des clubs où les lesbiennes peuvent s'organiser pour discuter de questions liées à la communauté LGBT et partager des informations sur des sujets tels que les rapports sexuels protégés. L'organisation soutient également des organisations et des publications chinoises sur les lesbiennes et les Lala Salon (Beijing Lala Salon) telles que Saturday Salon et Les + Magazine. Tongyu travaille avec des militants d'autres pays asiatiques tels que Taïwan et l'Inde, et était la plus grande organisation de défense des lesbiennes, bisexuels et transgenres à Pékin en 2018 . 